# Место для купанья
«Место для купанья» (англ. The Swimming Hole), также «Купание» (англ. Swimming) или «Старое место для купанья» (англ. The Old Swimming Hole) — картина американского художника Томаса Икинса, написанная им в 1884—1885 годах. Находится в коллекции Музея американского искусства Эмона Картера в Форт-Уэрте (штат Техас, США).
На написанной маслом по холсту картине, считающейся, по мнению критиков, шедевром американского изобразительного искусства, шестеро мужчин купаются голыми в озере. По словам историка искусства Дорин Болджер, эта работа, возможно, является «наиболее совершенным изображением обнаженной фигуры у Икинса», а исследователь творчества художника Ллойд Гудрич назвал полотно «самой прекрасной из всех написанных им на открытом воздухе картин». Со времён эпохи Возрождения изображение человеческого тела рассматривалось как самый сложный этап в деле обучения художника, а написание обнаженных фигур стало центральной частью учебной программы, разработанной Икинсом во время его работы в Пенсильванской академии изящных искусств. Данная картина представила Икинсу возможность показать своё мастерство в изображении человеческого тела.
Икинсу повезло в условиях господствовавшего в то время чопорного отношения к наготе: его голые купальщики получили широкое признание общественности. По мнению критиков, Икинс стал одним из первых американских художников XIX века, избравшим изображение наготы в качестве основной темы своей работы. «Место для купанья» продолжило тематику его более ранних картин «Клиника Гросса» (1875 год) и «Уильям Раш и его модель» (1877 год), и поздних работах о боксёрах и борцах («Принимая графа», «Salutat», «Между раундами», «Борцы»). Хотя изображение купающихся мужчин было распространено в западном искусстве от Микеланджело до Домье, картина Икинса стала новаторской для художественного мира США того времени, «воспринимаясь, в основном, как яркий образец гомоэротизма в американском искусстве» и считаясь «классикой американской живописи».

## Контекст

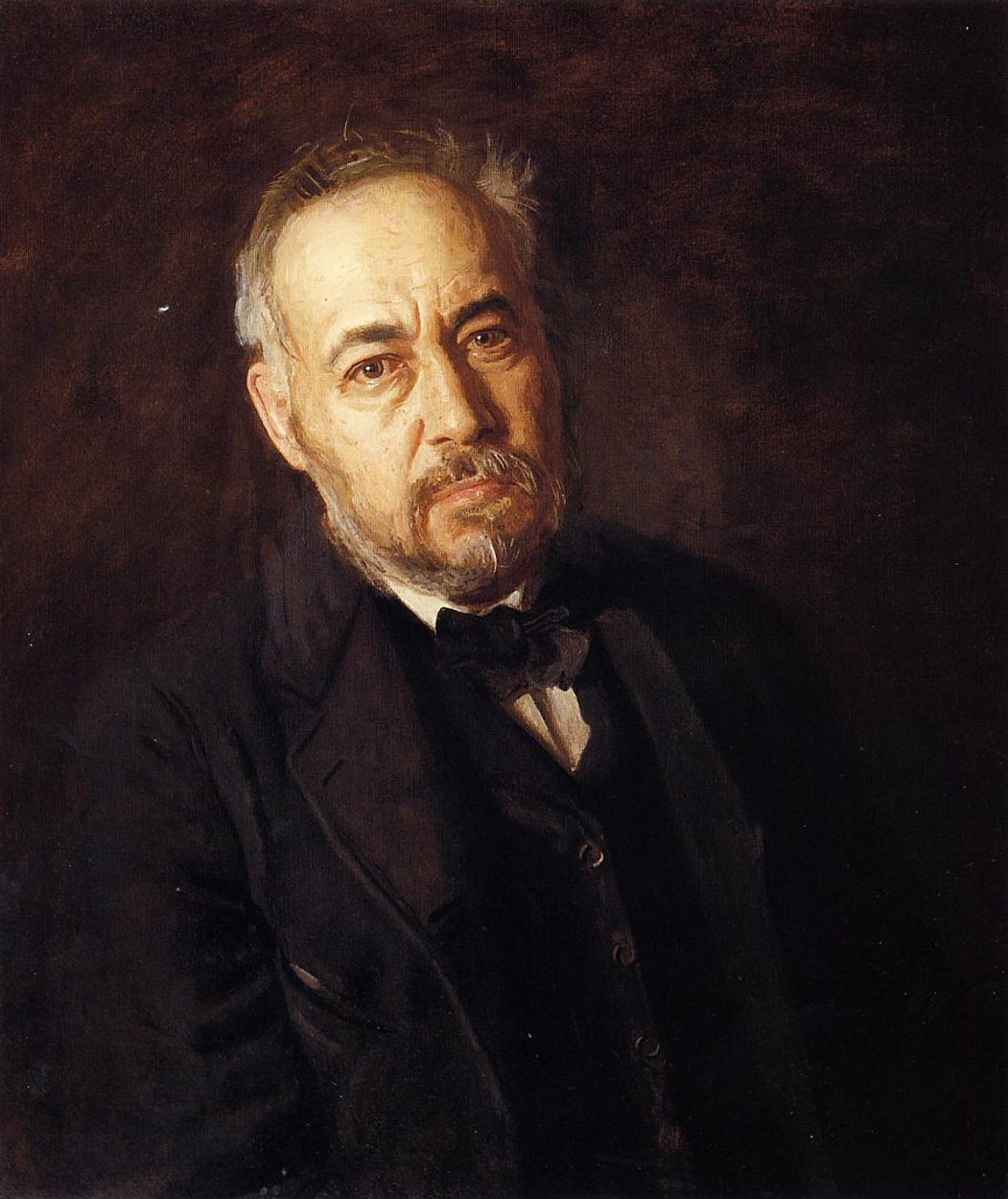
Томас Икинс, автопортрет

Томас Икинс (1844—1916) считается критиками одним из великих американских художников, посвятившим свою карьеру реалистичному изображению человеческой натуры в масле и акварели, скульптуре и фотографии. Испытывая с детства тягу к физическим упражнениям, Икинс, амбициозный молодой художник, избрал темами своих картин окружавший его спортивный мир, что позволило ему продемонстрировать выдающиеся художественные навыки. Икинс писал картины, в которых выражал своё восхищение спортсменами и активным отдыхом, не забывая также об образах женщин и детей, привлекательных своей яркостью и задумчивостью. С 1862 по 1866 он учился в Пенсильванской академии изящных искусств в Филадельфии, а затем уехал в Париж, где три года знакомился с европейским искусством под началом французского живописца и представителя академизма Жана-Леона Жерома. В 1870 году Икинс вернулся в Филадельфию, а в 1876 году начал преподавать в Пенсильванской академии, которую превратил в одну из ведущих художественных школ Америки.
Со времён эпохи Возрождения изображение человеческого тела рассматривалось в качестве самого сложного этапа в деле обучения художника, а написание обнаженных фигур стало центральной частью учебной программы, разработанной Икинсом во время его работы в Пенсильванской академии. Хотя изображение купающихся мужчин и было довольно распространено в западном искусстве от Микеланджело до Домье, картина «Место для купанья» оказалась новаторской для американской живописи того времени. Полотно развило предмет его ранних произведений — известных своей неоднозначностью зарисовок человеческих ягодиц, по которым в некоторых случаях невозможно определить, кто на них изображён: мужчина или женщина. Позднее Икинс ещё больше развил изображение наготы, например, в «Клиника Гросса» (1875 год) и «Уильям Раш и его модель» (1877 год), и продолжив в работах о боксёрах и борцах — «Принимая графа» и «Salutat» (1898 год), «Между раундами» и «Борцы» (1899 год).

## Композиция

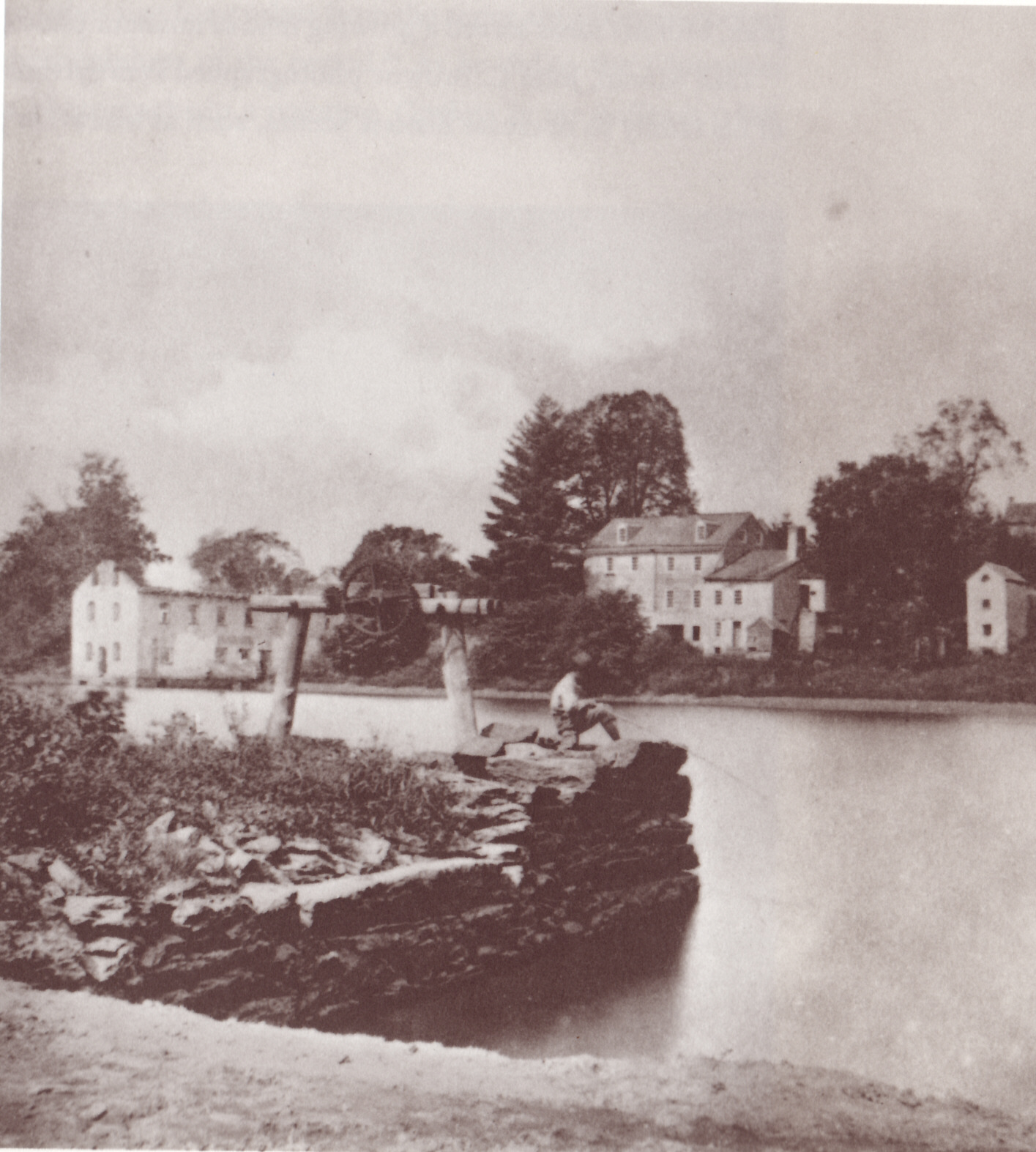
Мельница Милл-крик, 1878 год

На картине изображены шестеро обнажённых мужчин, которыми являются сам Икинс и пять его друзей или студентов, отдыхающих у озера Дов — искусственного водоёма у реки Милл-Крик за пределом городской черты Филадельфии. Все мужчины смотрят на воду, будучи, по словам Мартина А. Бергера, «по-видимому, забывшимися в созерцании». Художественная точность Икинса позволила искусствоведам идентифицировать все изображённые на картине фигуры — слева направо: Тэлкотт Уильямс (1849—1928), Бенджамин Фокс (1865—1900), Джон Лори Уоллес (1864—1953), Джесси Годли (1862—1889), собака по кличке «Гарри» (пёс Икинса породы ирландский сеттер; 1880—1890), Джордж Рейнольдс (1839—1889), и сам Икинс. Скалистый мыс, на котором находятся несколько мужчин, представляет собой фундамент мельницы Милл-Крик, снесённой в 1873 году. Только искусственный мыс может сказать о наличии хотя бы каких-то признаков цивилизации на картине, потому что на ней не изображены ни купальня, ни обувь или одежда. Композиция картины имеет пирамидальную структуру и отличается принадлежностью к академической традиции, заключающейся в точном изображении человека как самоцели работы. Также полотно уникально размещением фигур обнажённых мужчин на открытом воздухе, потому что так ранее изображали только женщин для того, чтобы создать связь между женственностью и природой. Также можно отметить уникальность фиксации внимания на нырянии человека в воду — очень редкая тема в западном искусства. Каждый мужчина был расположен искусным образом так, чтобы не было видно их гениталий, изображение которых вошло в традицию искусства в качестве проявления классической мужественности. Тщательно расставленные фигуры создают условия для непрерывного повествования и движения, заключающихся в трансформации поз людей «от сидящего полулёжа до стоящего и ныряющего» — лежащий мужчина тянется в сторону сидящего, который смотрит на стоящего мужчину, положившего руки на бёдра по-женски и являющегося вершиной композиционной пирамиды; ныряющий слегка согнул колени, в то время как стоящий по колени в воде будто теряет равновесие и сейчас упадёт рядом с собакой, к которой плывёт шестой мужчина. Плывущий в левую сторону Икинс как бы направляет внимание зрителя на остальные фигуры композиции, усиливая её пирамидальную структуру и смещая фокус картины, центр которой с пловцами изображены детально, а края оказываются размытыми, «практически без сглаживающего пространства между ними». Свет на картине в некоторых местах слишком неестественно яркий, а в других — слишком блёклый, и при этом можно заметить, что художник сделал сильный акцент на телах пловцов, за исключением некоторых фигур. Единственно чёткой отражающейся в воде фигурой является рыжеволосый мужчина, в связи с чем Икинс отмечал, что «можно увидеть столько красоты в отражении, что право слово, его стоит попытаться изобразить». Кожа тел пловцов контрастирует с фоном картины в виде тёмно-зелёной листвы.

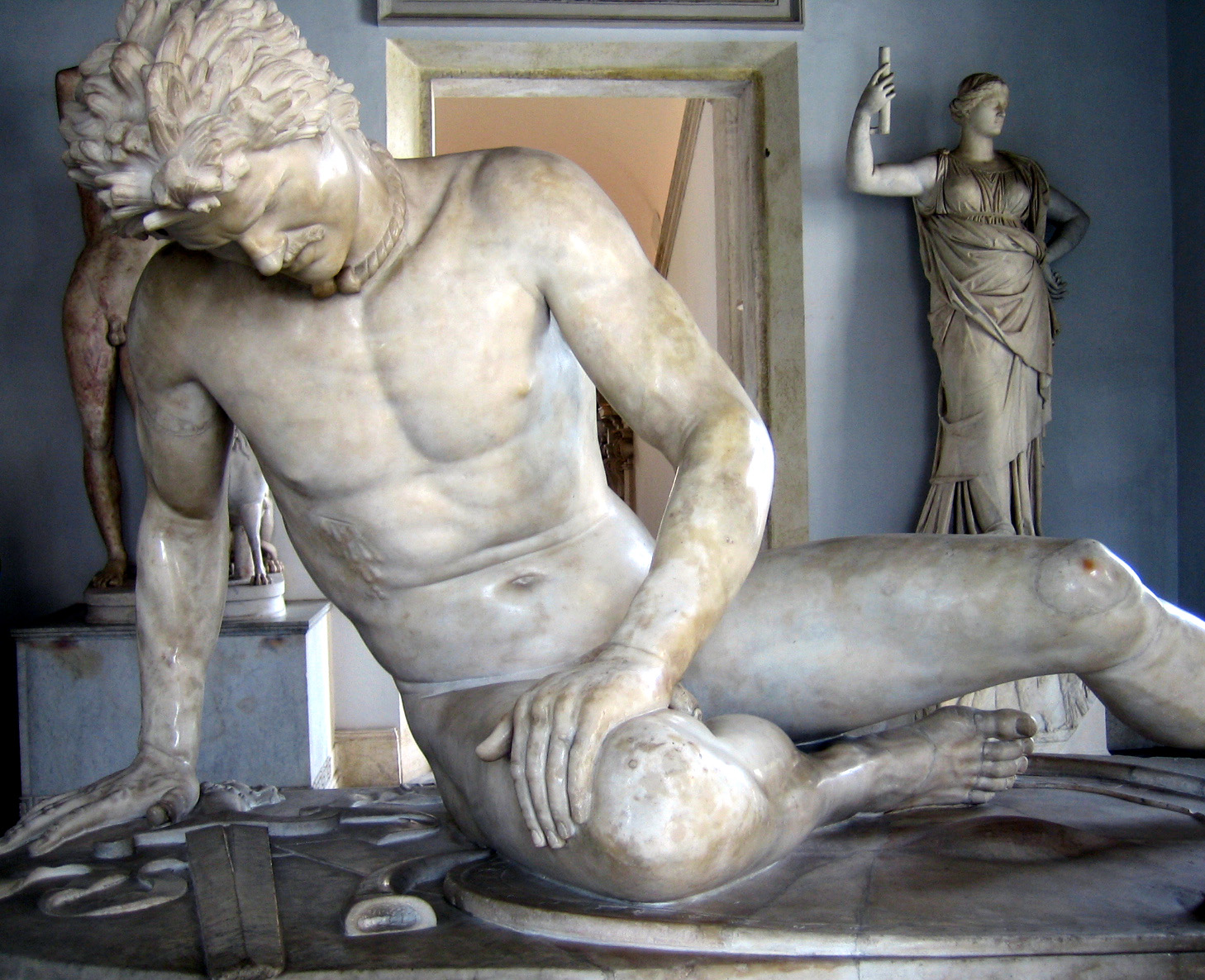
«Умирающий галл», Капитолийские музеи

Изображённые правильно с анатомической точки зрения мужчины с развитой мускулатурой отсылают зрителя к классическим идеалам физической красоты и мужского духа товарищества, берущим исток в искусстве Древней Греции. Именно скульптура «Умирающий галл», созданная в III веке до н. э. и являющаяся ярким примером искусства эпохи эллинизма, послужила прообразом фигуры лежащего мужчины в нижнем левом углу картины, намекая на гораздо менее формальное и самостоятельное видение Икинса как художника. Вполне возможно, что он стремился к сочетанию античных традиций и их современной интерперетации, о чём может говорить тот факт, что мужчина явно является представителем современности, в то время как его поза напоминает образцы классической скульптуры. Данный контраст между образцами классического искусства и научным натурализмом вводит в картину некоторый диссонанс. При этом Икинс не приукрасил героев своей картины, изобразив их естественно выглядящими и достижимыми идеалами, но не представителями классической идеологии героизма и атлетизма. Как и в своих предыдущих работах, Икинс решил изобразить самого себя, однако в отличие от картин «Клиника Гросса» или «Макс Шмитт на одиночке», присутствие художника на этом полотне оказалось более противоречивым — его можно воспринимать как компаньона, учителя или даже вуайериста. Ввиду всего этого художественный критик Том Лаббок назвал работу Икинса «классикой американской живописи. Она демонстрирует сцену здорового, мужественного, активного отдыха: купающаяся нагишом группа молодых парней. Она берёт исток в путешествиях художника и его учеников, во время которых они наслаждались плаванием. Икинс сам появляется в воде в правом нижнем углу — вместо подписи, так сказать». Волнение на поверхности озера рядом с плывущим Икинсом, а также всплеск воды, вызванный нырянием мужчины, являются единственными признаками наличия движения в картине, на которой всё как будто застыло.
По мнению критиков, Икинс стал одним из первых американских художников XIX века, выбравшим изображение наготы в качестве основной темы для своей картины. В западном искусстве существовал неофициальный консенсус по поводу изображения обнажённых тел только в античном и классическом контексте. В то же время не было ничего необычного в плавании мальчиков и мужчин без одежды в общественных местах. Для изображения обнажённых женщин в неофициальном порядке были отведены те же сюжеты, и созданные в Америке картины на эти темы выставлялись в салонах, а не в галереях. Икинс пошёл наперекор общественному мнению, сделав героями своей картины обнажённых мужчин и представив их простыми участниками типично «женского сюжета». Рассматривая работу Икинса в более широком контексте, её можно назвать одной из немногих американских картин, в XIX веке «непосредственно последовавшей недавно сформировавшейся европейской традиции», заключающейся в изображении купающегося мужчины. Картина «Место для купанья» хотя и не является столь стилистически прогрессивной работой как современные ей произведения французских художников, но она параллельно следует новому тематическому направлению, первопроходцами которого стали Поль Сезанн и Жорж Сёра. Картина Икинса перекликается с написанной в 1884 году Сёра работой под названием «Купальщики в Аньере» (находится в коллекции Национальной портретной галереи в Лондоне), на которой он изобразил отдыхающих на берегу молодых рабочих, предварительно сделав 10 рисунков и 14 эскизов маслом.

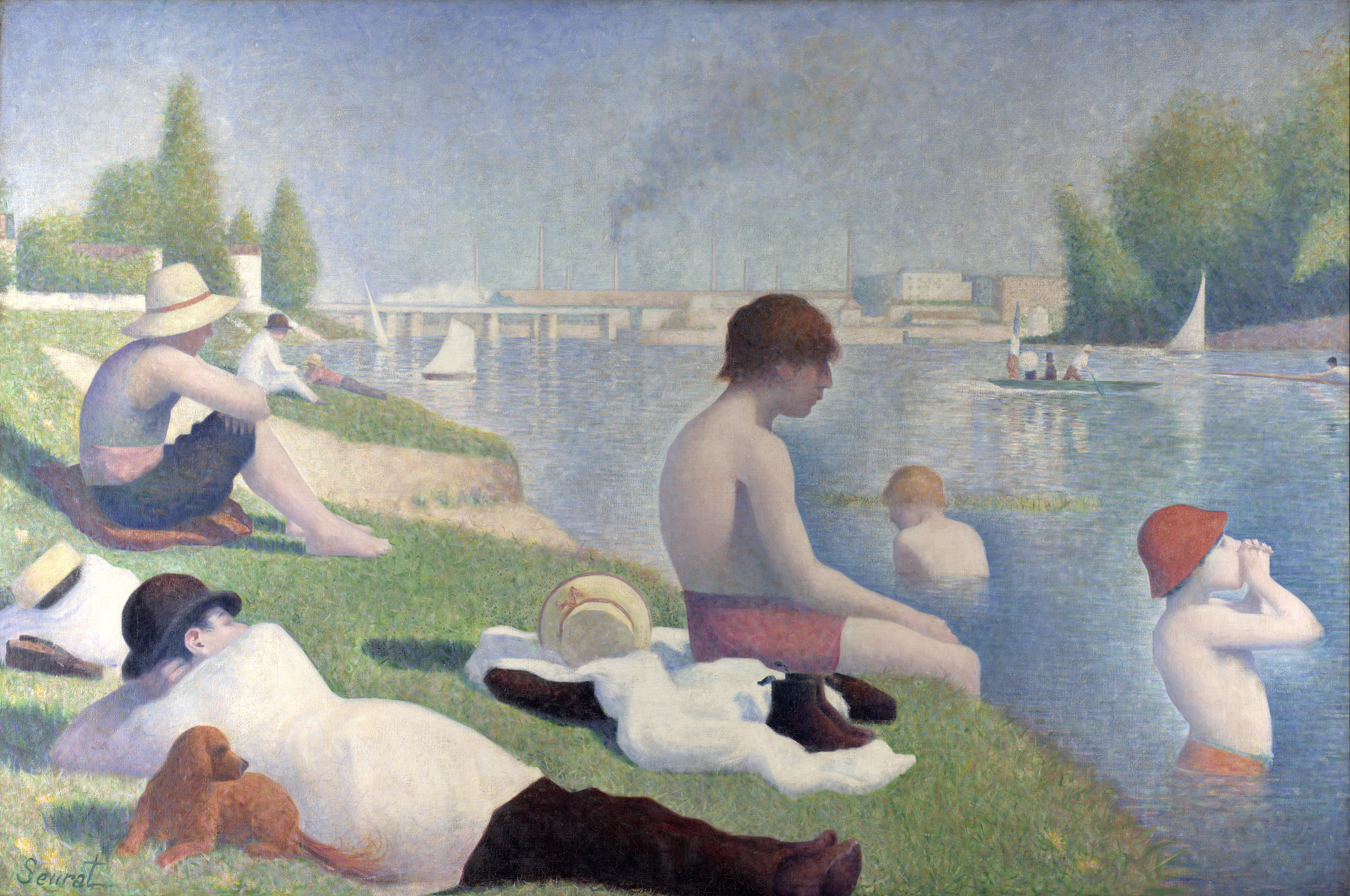
«Купальщики в Аньере» кисти Жоржа Сёра
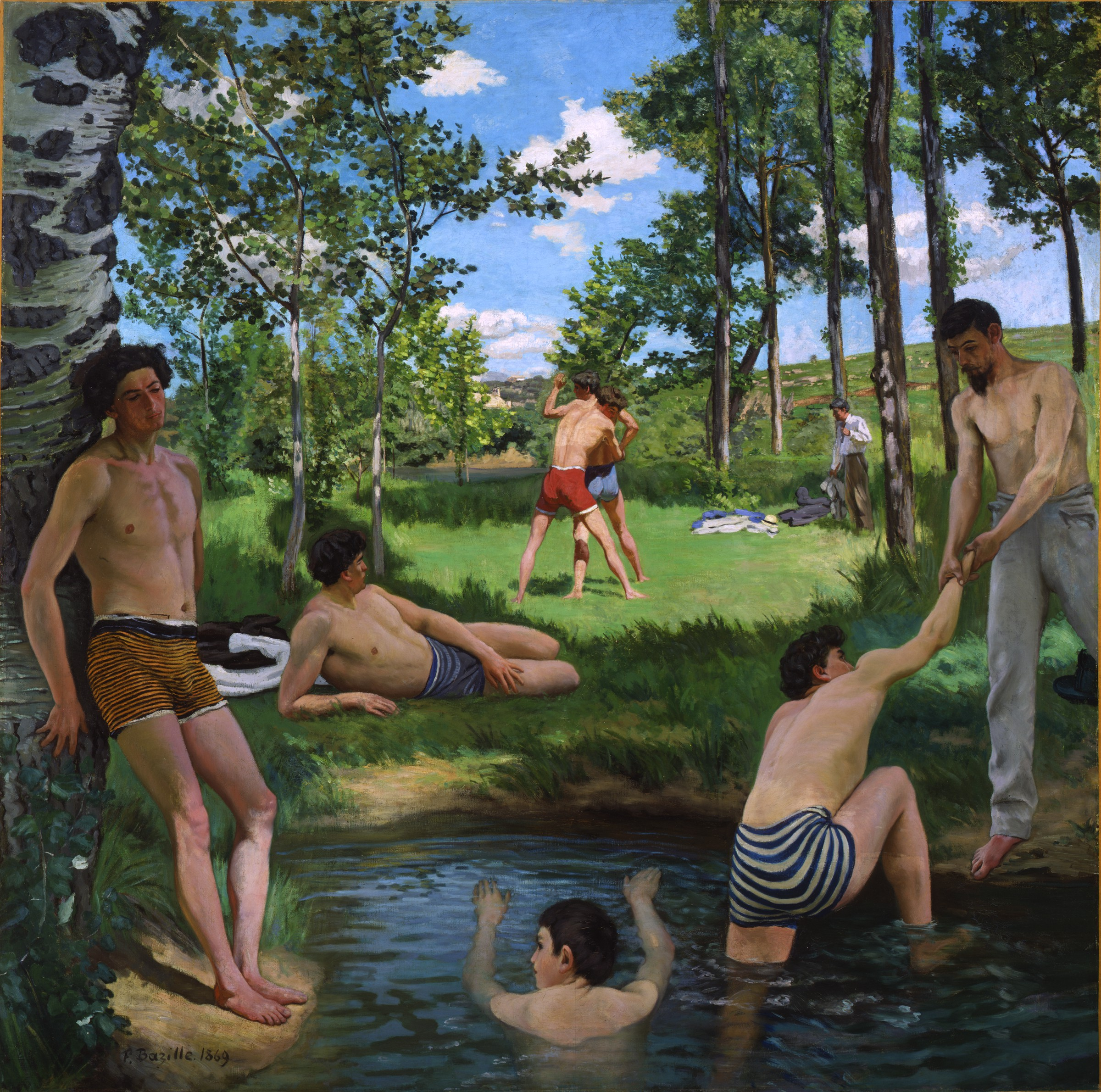
«Летняя сцена» кисти Фредерика Базиля
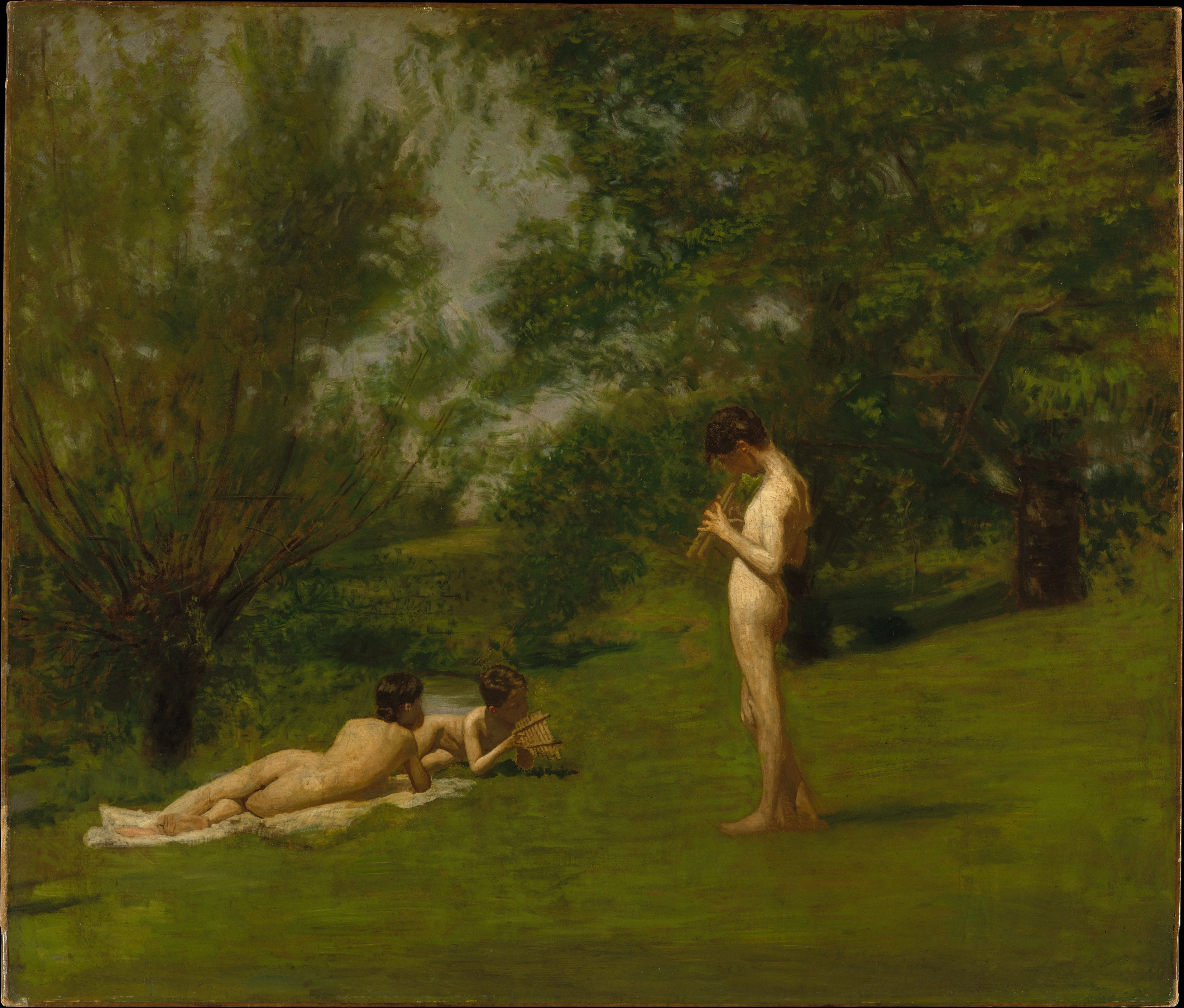
Аркадия кисти Томаса Икинса

Не исключено, что на Икинса также повлияла картина «Летняя сцена» кисти импрессиониста Фредерика Базиля, возможно, увиденная в 1870 году на Парижском салоне во время учёбы во Франции. В этой работе, созданной 16-ю годами ранее, также можно различить гомоэротические мотивы, заключающиеся в изображении на фоне пасторального пейзажа обнажённых молодых людей, хотя по мнению историка искусства Ричарда Бретелла, Базиль побоялся написать их полностью раздетыми. В творчестве самого Икинса «Место для купанья» продолжило тематику целого ряда более ранних аналогичных работ об Аркадии, навеянных его лекциями о древнегреческой скульптуре в Пенсильванской академии, а также увиденными слепками произведений Фидия и копиями мраморов Элгина из Парфенона. Эксперименты с фотографией, скульптурой, рельефами и этюдами маслом завершились в 1883 году созданием картины «Аркадия», на которой также изображены обнажённые молодые люди — студент, племянник и невеста Икинса, который впоследствии подарил данную работу Уильяму Чейзу.

## История
Перед началом работы над основной картиной, Икинс сделал несколько фотографий и этюдов маслом на толстом картоне. Неизвестно, были ли сделаны фотографии до написания эскизов маслом или наоборот, а, возможно, они были созданы в один и тот же день.
|                                 |                                 |                                 |                                 |                                 |
| Фотография № 1 (1883—1884 гг.). | Фотография № 2 (1883—1884 гг.). | Фотография № 3 (1883—1884 гг.). | Фотография № 4 (1883—1884 гг.). | Фотография № 5 (1883—1884 гг.). |

В 1880 году Икинс сделал свои первые фотографии, запечатлев на них свою семьи в доме и на пляже, а в 1881 году он купил свою первую камеру фирмы «American Optical Company». Примечательно, что Икинс родился через пять лет после изобретения одной из первых фотографических техник французом Луи Дагером. В то же время он стал прибегать к использованию фотографии для изучения последовательности движений, нарабатывая таким образом материал для своих картин. Некоторое время спустя, в 1883 году или 1884 году, Икинс провёл несколько фотографических сеансов, запечатлев его отдыхающих на открытом воздухе учеников. До настоящего времени сохранились лишь четыре фотографии учеников Икинса, купающихся голыми в озере Дов. В 1973 году была обнаружена пятая фотография трёх учеников, поза одного из которых послужила прообразом для лежащего мужчины на картине.
|                                               |                                                |                                               |                                               |                                                        |
| «Эскиз местности» (10,2 × 14,6 см), 1884 год. | «Зарисовка фигуры» (14,6 × 10,2 см), 1884 год. | «Эскиз местности» (10,2 × 14,6 см), 1884 год. | «Зарисовка торса» (26,7 × 36,8 см), 1884 год. | «Зарисовка головы Гарри» (26,67 × 36,83 см), 1884 год. |

В схожести композиций фотографий и картины невозможно сомневаться, несмотря на то, что позиции пловцов при сравнении оказываются полностью различными, хотя стоят они в том же месте и их можно увидеть с той же точки зрения. На картине и фотографиях нет ни одной одинаковой позы, что было необычно для Икинса, который, как правило, в живописи следовал всем деталям с фотографической точностью. По мнению Дорин Болджер, «различие между этими собраниями изображений может намекать на утерянные или уничтоженные работы, или же может говорить нам о том, что фотографии стояли для Икинса на первом месте, перед тем как в его мыслях сформировался нужный образ для создания первого эскиза маслом». Запечатлённые на фотографиях позы являются более спонтанными и натуралистичными, в то время как на картине они намеренно «утяжелены» классицизмом. Основываясь на недавних искусствоведческих исследованиях можно предположить о наличии более прямой связи между фотографиями и картиной, заключающейся в том, что Икинс, возможно, проецировал снимки на холст и делал на нём пометки, помогавшие ему затем накладывать нужные краски.

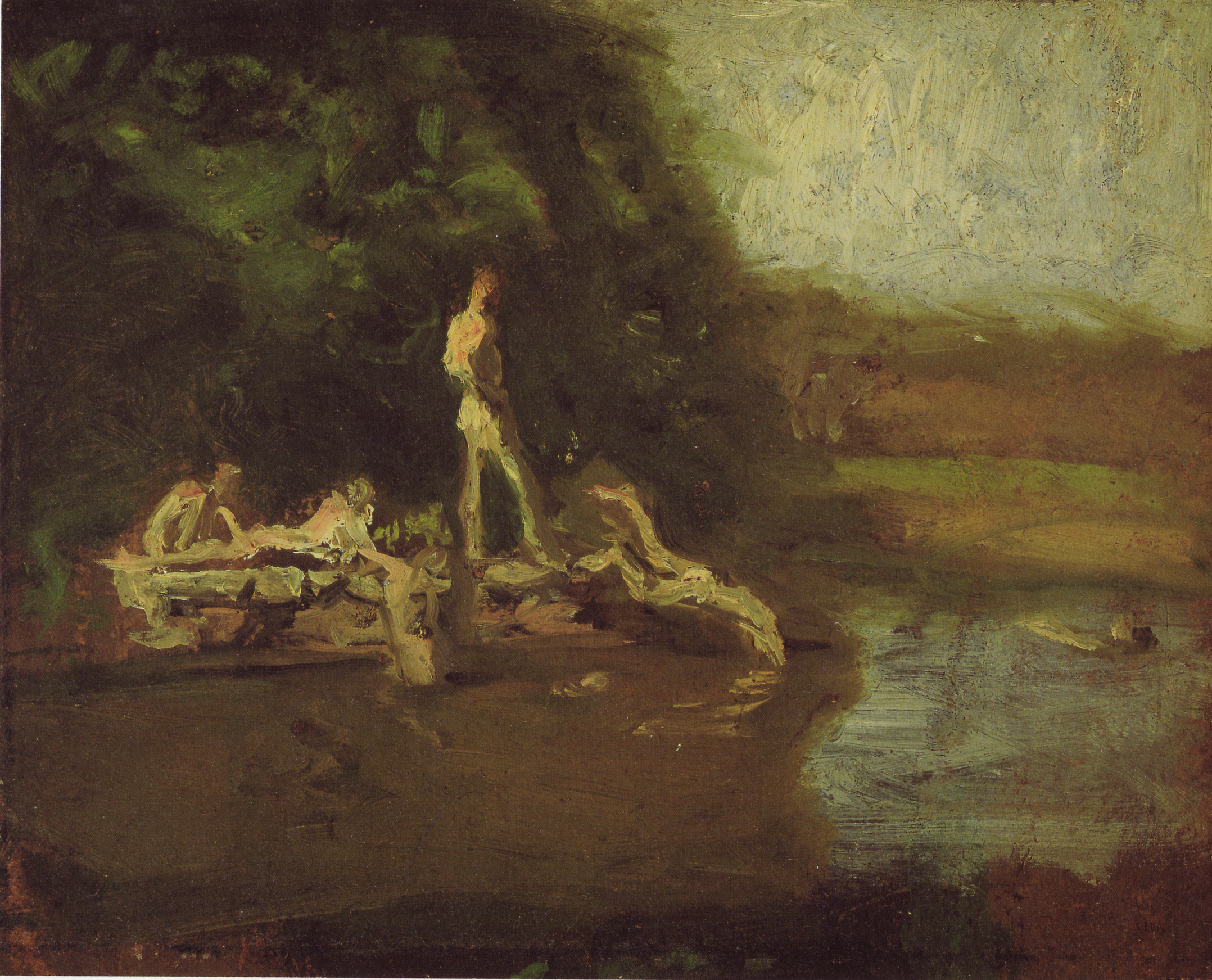
«Окончательный эскиз» (22,1 × 27 см) кисти Икинса, 1884 год

Эксперименты Икинса подошли к концу в 1884 году, когда он создал окончательный эскиз маслом на древесноволокнистом картоне (находится в коллекции Музея Хиршхорна). При написании маслом окончательного варианта картины её композиция осталась неизменной, так как ней появились все шестеро мужчин и собака, однако Икинс, обычно не отступавший от эскизов при работе над окончательной версией полотна, внёс несколько нехарактерных изменений в конкретные движения и позы фигур. Друг и ученик Икинса, Чарльз Бреглер, отмечал:

Для картины… известной как Место для купанья, был сделан небольшой эскиз размером 8 х 10 дюймов [20 х 25 см], а затем отдельно расписаны фон и фигуры для того, чтобы получить нужный тон и цвет, и т. д. Написание ныряющей фигуры оказалось самым трудным, ввиду чего она была первой смоделирована в воске. Это дало ему [Икинсу] полное знание о каждой форме.
Оригинальный текст (англ.)For a picture ... like the Swimming Hole, a small sketch was made 8 x 10 inches [20 x 25 cm], then separate studies of the landscape and figures, to get the true tone and color, etc. The diving figure being the most difficult to paint, was first modelled in wax. This gave him a thorough knowledge of every form

## Судьба

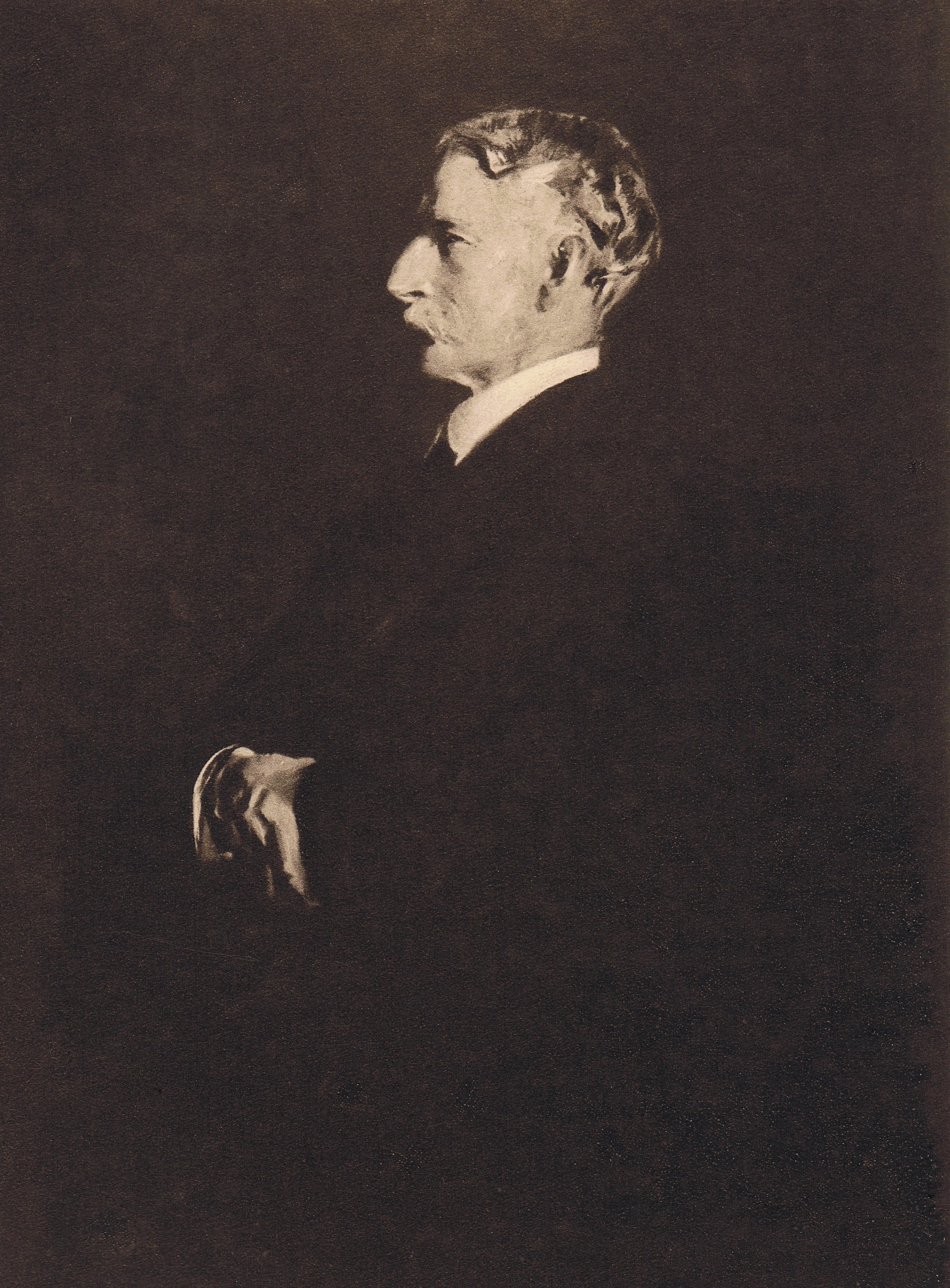
Эдвард Хорнор Коутс. Портрет кисти Джона Маклюра Гамильтона

В 1884 году картина была представлена филадельфийскому бизнесмену Эдварду Хорнору Коутсу, возглавлявшему Комитет попечителей Пенсильванской академии изящных искусств, в которой преподавал Икинс. Коутс намеревался заплатить ему 800 долларов США — сумму, ставшую самой крупной предложенной Икинсу за его картину, при том, что его годовой доход составлял 1,200 долларов. Коутс намеревался выставить картину в Пенсильванской академии осенью 1885 года. Впоследствии он отказался от этого намерения, решив, что картина представляет не всё творчество Икинса. В письме Икинсу от 27 ноября 1885 года Коутс рассуждал: «Как вы помните, одной из моих главных идей было получить от Вас картину, которая могла бы когда-нибудь стать частью коллекции Академии. Настоящий холст для меня замечателен во многих отношениях, но я склонен полагать, что некоторые из Ваших картин являются ещё более представительными, и я хочу высказать предположение о том, что они, возможно, более подходят для цели, которую я постоянно имел в виду. Вы не должны предполагать то, что этим я умаляю настоящую работу — только не в этом случае». Между тем, до конца невозможно выяснить, почему Коутс не купил картину, но, вероятно, он почувствовал, что её сюжет станет предметом споров. При этом Коутс был знаком с прежними работами Икинса, вследствие чего представляется маловероятным, что его смутила бы или шокировала присутствующая на картине нагота. Коутс лично знал изображённых на картине мужчин, которые, кроме одного, были студентами Икинса в академии. Коутс, несомненно, видел место действия сюжета картины, находившееся в половине мили (800 м) от Хейверфорд-колледжа, студентом которого он был в юности. Изображение профессора и его учеников вместе в обнаженном виде оказалось чувствительным вопросом для руководства Академии, запретившего Икинсу использовать своих студентов в качестве натурщиков, так как это считалось неприличным. Вместо картины «Место для купанья», Коутс выбрал работу с «менее противоречивой жанровой сценой», которой стала «Патетическая песня» (находится в коллекции Галереи искусства Коркоран), за которую отдал Икинсу те же самые 800 долларов. В 1885 году Икинс дал картине название «Купание», а в 1886 году переименовал в «Купальщики». В целом можно отметить, что художнику улыбнулась удача в условиях господства в патриархальную эпоху в целом чопорного отношения к наготе: его голые купальщики были хорошо приняты общественностью.
В то же время применяемые Икинсом в Пенсильванской академии методы обучения подвергались критике в особенности из-за большого присутствия на занятиях обнажённой натуры. Он говорил, что человеческая фигура — это «чудо мышц, костей и крови», а «[голая женщина] есть самая красивая вещь [в] мире, помимо голого мужчины», и поэтому считал, что при занятиях в классе совместного обучения обязательно должны присутствовать полностью обнаженные модели мужского и женского полов. В январе 1886 года во время лекции об устройстве человеческого таза перед классом, в котором сидели в том числе и студентки, Икинс снял набедренную повязку с натурщика, чтобы ученики воочию и целиком увидели все брюшные мышцы мужчины. После протестов со стороны родителей и студентов, 9 февраля того же года он был вынужден уйти в отставку по требованию совета Академии. В письме Коутсу от 15 февраля Икинс объяснил причины своей отставки, отдельно рассмотрев вопрос о наготе в своём творчестве:

Мои фигуры по крайней мере не являются кучами одежды с торчащими из них головой и руками, а очень похожи на сильные живые тела, изображённые на большинстве картин. И по прошествии жизни, проведённой мною в студии, Вы, по крайней мере, можете представить себе, что для меня живопись является очень серьёзным занятием. С ложной скромностью могу сказать, что то, чем я располагаю, так это небольшим терпением, являющимся самым большим врагом для всех живописцев, специализирующихся на написании фигур. Я не вижу неприличия, когда рассматриваю самые красивые произведения, какие только могла создать природа, к которым отношу обнажённую натуру. Если существует непристойность, то в каком месте и где же начинается такая непристойность? Неправильно ли смотреть на картину с обнаженной натурой или на статую? Английские леди последнего поколения думали, что так и будут избегать скульптурных галерей, но это не может продолжаться вечно. Или это вопрос о поле? Что же будет, если мужчины будут создавать лишь статуи мужчин, на которые будут смотреть мужчины, в то время как статуи женщин должны будут делать женщины, на которые будут любоваться одни лишь женщины? Должны ли все мужчины-художники рисовать лошадей и быков, в то время как женщины-художники, в частности Роза Бонёр, кобыл и коров? Должно ли бедное старое мужское тело быть изуродовано в прозекторской, чтобы Мисс Стыдливость смогла поплеcкаться в его кишках?.. Такая оскорбительность злит меня. Но может ли кто-нибудь увидеть то, к чему может привести такая презренная несообразность всех этих безумств? И насколько может быть она опасной? Моя совесть чиста, и мои страдания остались в прошлом.
Оригинальный текст (англ.)My figures at least are not a bunch of clothes with a head and hands sticking out but more nearly resemble the strong living bodies that most pictures show. And in the latter end of a life so spent in study, you at least can imagine that painting is with me a very serious study. That I have but little patience with the false modesty which is the greatest enemy to all figure painting. I see no impropriety in looking at the most beautiful of Nature's works, the naked figure. If there is impropriety, then just where does such impropriety begin? Is it wrong to look at a picture of a naked figure or at a statue? English ladies of the last generation thought so and avoided the statue galleries, but do so no longer. Or is it a question of sex? Should men make only the statues of men to be looked at by men, while the statues of women should be made by women to be looked at by women only? Should the he-painters draw the horses and bulls, and the she-painters like Rosa Bonheur the mares and cows? Must the poor old male body in the dissecting room be mutilated before Miss Prudery can dabble in his guts? ... Such indignities anger me. Can not anyone see into what contemptible inconsistencies such follies all lead? And how dangerous they are? My conscience is clear, and my suffering is past.

После отказа Коутса от приобретения картины она осталась у Икинса, и до его смерти выставлялась всего два раза: в 1886 году на Южной выставке в Луисвилле (штат Кентукки) и в 1887 году на Межштатной промышленной выставке в Чикаго (штат Иллинойс); при этом в обоих случаях работа была полностью проигнорирована критиками. В течение последующих трёх десятилетий картина как будто выпала из общественного дискурса: её никто больше не видел, а информации о её существовании не содержится ни в записях самого Икинса, ни в свидетельствах круга его друзей. Между тем с 1887 года и до конца своей карьеры Икинс сосредоточился исключительно на портретной живописи, откровенно отражая в ней личность своих натурщиков, которыми были его друзья или знакомые. После долгого перерыва с 1870-х годов, в 1898 и 1899 годах Икинс в своём творчестве снова вернулся к теме спорта. Его картины, изобилующие сценами бокса и борьбы, произвели настоящую революцию в художественном мире Америки, равно как и более ранние полотна на темы гребли, плавания, парусного спорта, охоты, конных состязаний. Хотя критика его художественных методов не утихла, стремление Икинса к точному изображению человеческой фигуры помогло ему занять достойное место в мире искусства. Томас Икинс скончался 25 июня 1916 года в своём доме в Филадельфии всего за месяц до своего 72-летия. В 1917 году, через год после смерти художника, его вдова Сьюзен Макдауэлл Икинс, посвятившая всю свою оставшуюся жизнь памяти покойного мужа, заново описала картину и дала ей новое название — «Место для купанья». В том же году работа экспонировалась на выставках памяти Икинса в Филадельфии и Нью-Йорке, а четыре года спустя была переименована в «Старое место для купанья» по аналогии с одноимённой поэмой Джеймса Уиткомба Райли. После этого произошло некоторое оживление интереса к личности и творчеству Икинса, ставшего восприниматься критиками в качестве одного из великих мастеров американского реализма конца XIX века.
В 1925 году картина была приобретена у вдовы художника сообществом города Форт-Уэрт (штат Техас) за 750 долларов. После этого она находилась в коллекции Ассоциации искусств Форт-Уэрта (ныне — Музей современного искусства Форт-Уэрта), и выставлялась в публичной библиотеке города. В 1990 году музей объявил о продаже картины для того, чтобы на вырученные деньги создать фонд пожертвований для приобретения произведений современного искусства. Решение выставить работу на аукционе «Sotheby’s» в Нью-Йорке вызвало общественный резонанс, вынудивший руководство музея искать местных покупателей. В конце концов, после трудных переговоров, картина была за 10 миллионов долларов куплена Музеем американского искусства Эмона Картера. После этого было принято решение о возвращении картине первоначального названия. В настоящее время она выставлена в Музее Картера.

## Реставрации
До того, как картина была приобретена Музеем Картера, она перенесла семь реставраций, отличавшихся друг от друга различными методами их проведения. В 1917 году перед выставкой в Метрополитен-музее в Нью-Йорке были предприняты попытки устранить трещины в глизали и размывы красок, возможно, вызванные попавшей на картину едкой жидкостью. После покупки картины Ассоциацией искусств Форт-Уэрта, работа была повреждена в результате постоянных разъездов по выставкам. В 1937 году во время нахождения картины в частных галереях Ньюхауса в Нью-Йорке под полотно прикрепили подложку, а размывы были закрашены. В 1944 и 1947 годах картину дважды реставрировали сотрудники одной и той же частной фирмы «M. Knoedler & Co.» из Нью-Йорка. В 1954 и 1957 годах были проведены ещё две реставрации во время нахождения картины в Бруклинском музее. Несмотря на все эти меры комплексная и основательная реставрация картины была проведена лишь в 1993 году сотрудниками Музея Картера и Музея искусств Кимбелла под руководством главного реставратора Клэр М. Барри. По её словам, «в ходе реставрации был выявлен относительно незначительный ущерб и ранее не замеченные повреждения. Были сняты несколько слоев изменившего цвет лака и сгустившихся красок, в результате чего взору предстала богатая и разнообразная палитра мазков в диапазоне от сдержанных, почти миниатюрных формирующих фигуры штрихов до более вольно написанных элементов ландшафта». После снятия поздней глизали полотно было покрыто натуральным смолистым лаком, в то время как рама картины была очищена и отремонтирована, а затем прикреплена обратно. Во время реставрации было обнаружено, что свою оригинальную подпись, датируемую 1885 годом, Икинс написал быстровыцветающей краской красного цвета, которая впоследствии истёрлась и была восстановлена реставратором, ошибочно приписавшим подпись к 1883 году.

## Восприятие

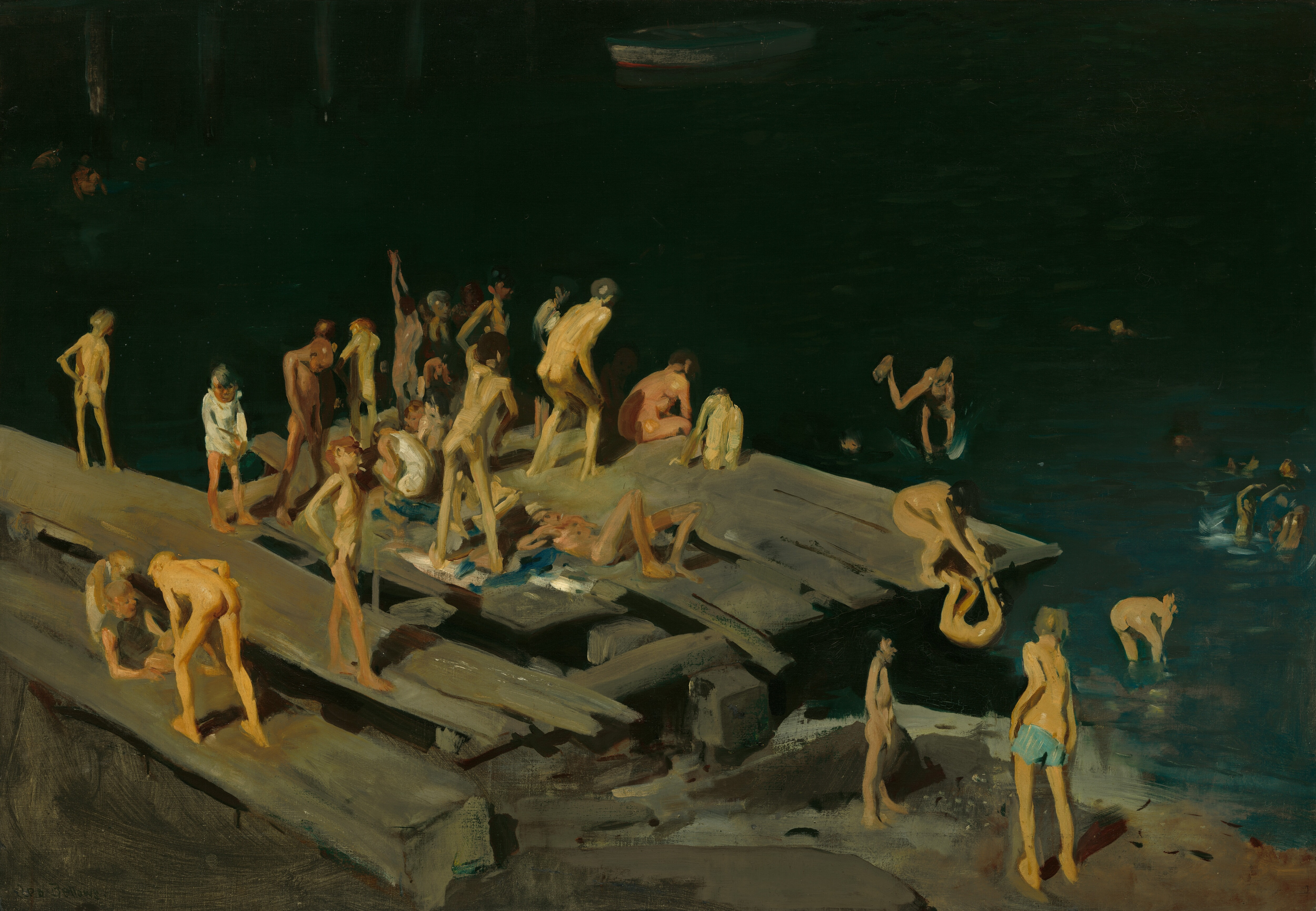
«Сорок два мальчика» кисти Джорджа Беллоуза

В картине «Место для купанья» представлены все вариации художественных методов и академических наработок Икинса, заключавшихся в использовании им эскизов, фотографий, восковых форм и пейзажных зарисовок для создания работы, в которой проявился его интерес к изображению человеческой фигуры. По словам историка искусства Дорин Болджер эта картина, возможно, является «наиболее совершенным изображением обнаженной фигуры у Икинса». Исследователь творчества Икинса Ллойд Гудрич тоже писал о том, что работу можно считать одной из самых «роскошных живописных произведений» и «самой прекрасной из всех написанных им на открытом воздухе картин», так как Икинс очень тонко и искусно совместил фигуры с окружающим их ландшафтом. Искусствовед Уильям Хомер оказался более сдержан в оценках, отмечая, что поставленная художником задача по слиянию идеалов античности и современности потерпела крах, так как позы фигур написаны в жестких рамках академизма, «будто если бы эти обнаженные были резко переброшены из студии на природу». Между тем полотно Икинса оказало влияние на последующее поколение американских реалистов, в особенности на художников «школы мусорных вёдер». Написанная в 1907 году картина Джорджа Беллоуза под названием «Сорок два мальчика» (находится в коллекции Галереи искусства Коркоран), имеет очевидное сходство с работой Икинса и расценивается как пародия на неё — группа долговязых, обнаженных и полуодетых мальчиков плавают, ныряют, загорают, курят и мочатся на полуразрушенном причале у берега реки Гудзон в Нью-Йорке, а не в пасторальной сельской местности. Ощущая то же самое, что являлось философией Икинса, впоследствии Беллоуз объяснил, что написал картину потому, что «мускульная деятельность борцов-призёров и пловцов является единственным вариантом для написания их в обнаженном виде на законных основаниях».

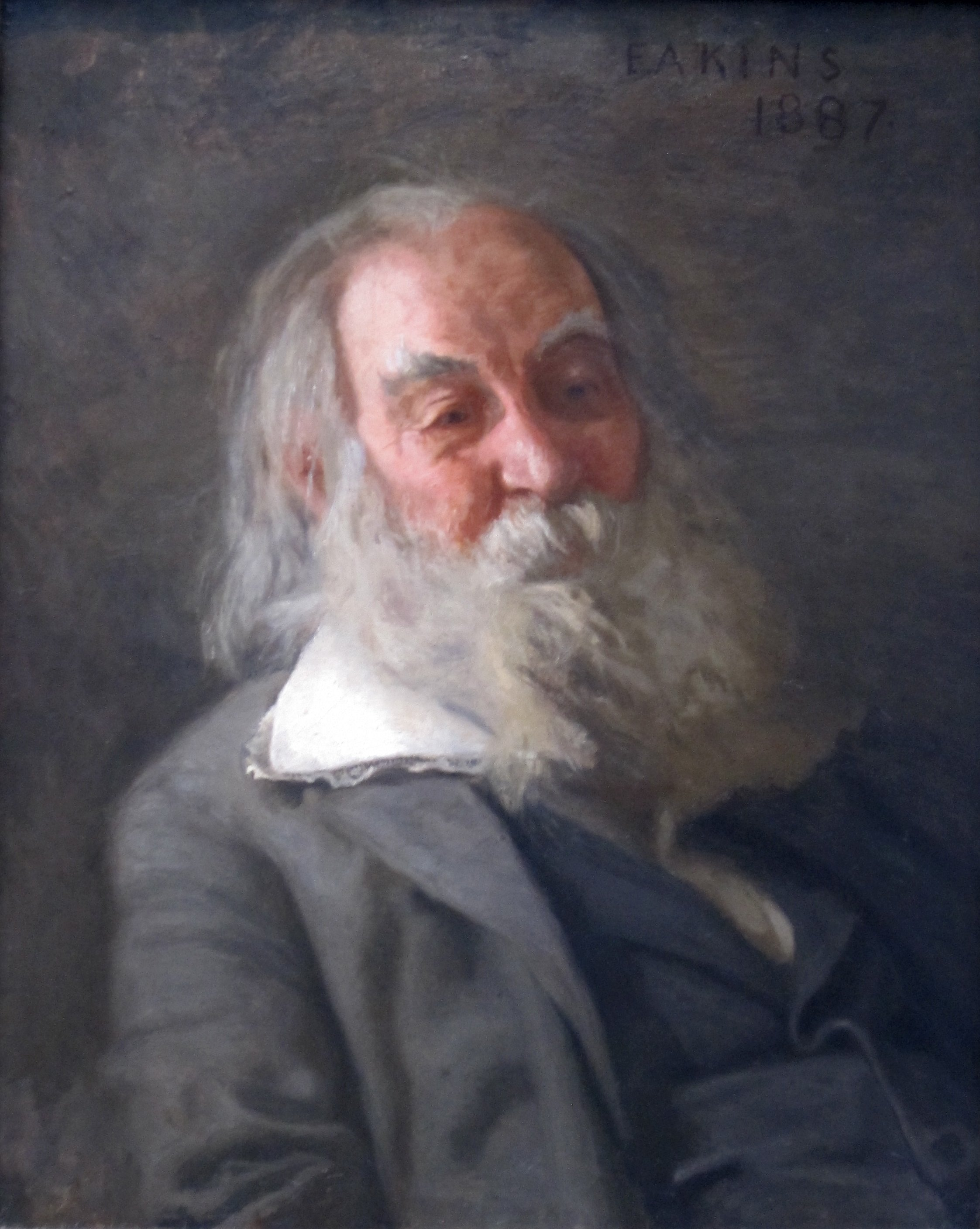
Портрет Уолта Уитмена кисти Томаса Икинса

Двадцать восемь молодых мужчин купаются у берега,
Двадцать восемь молодых мужчин, и все они так дружны;
Двадцать восемь лет женской жизни, и все они так одиноки.
Отличный дом у нее на пригорке у самого моря,
Красивая, богато одетая, за ставней окна она прячется.
Кто из молодых мужчин ей по сердцу больше всего?
Ах, и самый нескладный из них кажется ей красавцем!
Куда же, куда вы, милая? ведь я вижу вас,
Вы плещетесь в воде вместе с ними, хоть стоите у окна неподвижно.
И вот она прошла здесь по берегу, двадцать девятая, смеясь и танцуя,
Те не видят ее, но она видит и любит.
Бороды у молодых мужчин блестели от воды, вода стекала с их длинных волос,
Ручейки бежали у них по телам.
И так же бежала у них по телам рука-невидимка
И, дрожа, пробегает все ниже от висков и до ребер.
Молодые мужчины плывут на спине, и их животы обращаются
к солнцу, и ни один не спросит, кто так крепко прижимается к нему.
И ни один не знает, кто это, задыхаясь, наклонился над ним
И кого он окатывает брызгами.
Сюжет картины напрямую перекликается со стихотворными строками раздела «Двадцать восемь молодых мужчин купаются у берега» поэмы «Песнь о себе» из сборника «Листья травы» поэта Уолта Уитмена, дополняя его общий с Икинсом интерес к теме мужского товарищества и к образам мужчин, купающихся в обнаженном виде. По оценкам критиков, как в поэме, так и на картине, можно заметить две группы молодых людей: одни резвятся в воде и радуются жизни, а другие наблюдают за ними с нежностью, на которую первые не обращают внимания. Примечательно, что Уитмен сам наслаждался купанием нагишом и советовал другим мужчинам тоже плавать голыми, думая, что неприличной является одежда, а не нагота. Будучи изгнанными из буржуазного мира за свои взгляды, Икинс и Уитмен были друзьями, одинаково приверженными индивидуализму и восхищавшимися торжеством американской демократии, выражающемся по их мнению, в устранении всяческих ограничений, сковывающих человеческую сущность. В 1887 году, через несколько лет после окончания работы над картиной, Икинс отправился из Филадельфии в дом поэта в Камдене (штат Нью-Джерси) на другом берегу Делавэра, чтобы нарисовать его портрет, который Уитмену очень понравился. Считается, что своим «празднованием наготы» Уитмен открыто выражал свою гомосексуальную ориентацию. Между тем, в 1895 году один из студентов Икинса мужского пола вспоминал о своей компании как о «товарищах Уитмена», что впоследствии трактовалось как намёк на гомосексуальность. Однако о семейном положении или сексуальной ориентации, изображённых на картине мужчин, ничего не известно, за исключением самого Икинса, который был гетеросексуалом и не был замечен ни в каких гомосексуальных связях.
Некоторое время картина рассматривалась с позиции платонической любви как изображение ничем не стеснённых обнажённых мужчин в естественной обстановке. Однако, начиная с 1970-х годов американские критики увидели в работе Икинса гомоэротический подтекст, обратив особое внимание на стоящего ягодицами к зрителю мужчину, который по их мнению, наводит на мысль о «гомоэротическом интересе». По словам Джонатана Вайнберга, Икинс с помощью эскизов и фотографий сделал свою картину в сексуальном вопросе одновременно провокационной и неоднозначной, в результате чего о его окончательных намерениях можно только гадать, а «Место для купанья» положило начало распространению гомоэротических образов в американском искусстве. Ему вторит и Лори Фиглиано, отметившая, что в настоящее время картина «воспринимается, в основном, как яркий образец гомоэротизма в американском искусстве», который, по утверждению Тома Лаббока, не имеет ничего общего с порнографией.